# Enock Agyei
Enock Agyei (13 januari 2005) is een Belgisch voetballer die onder contract ligt bij Burnley FC.

## Clubcarrière

### RSC Anderlecht
Agyei maakte in 2015 samen met zijn broer Ebenezer de overstap van RCS Verviétois naar RSC Anderlecht. Het was Pol Jumelle die Agyei voor Anderlecht ontdekte op een jeugdtoernooi in Luik. In september 2020 ondertekende hij er een contract tot 2023.
In de zomer van 2022 kon Agyei rekenen op interesse van Burnley FC, waar Vincent Kompany pas was aangesteld als trainer. Onder Kompany had hij destijds al mogen meetrainen met het eerste elftal van Anderlecht. Agyei verkoos echter een verlengd verblijf bij Anderlecht.
Op 14 augustus 2022 maakte hij zijn profdebuut in het shirt van RSCA Futures, het beloftenelftal van Anderlecht dat vanaf het seizoen 2022/23 aantreedt in Eerste klasse B. Op de openingsspeeldag van het seizoen 2022/23 liet trainer Robin Veldman hem in de 80e minuut invallen tegen KMSK Deinze. Agyei groeide uit tot een vaste waarde bij RSCA Futures: eind januari 2023 had hij zeventien competitiewedstrijden in Eerste klasse B op zijn teller staan, waarin hij vier keer scoorde. 
In januari 2023 werd Agyei, wiens contract in de zomer van 2023 zou aflopen, opnieuw gelinkt aan een transfer. Naast diverse buitenlandse clubs werd hij ook gelinkt aan Standard Luik. Sylvester Agyei, de oudere broer en manager van Enock, vertelde later dat het feit dat de nieuwe trainer Felice Mazzù tijdens de seizoensvoorbereiding met een 3-5-2-formatie ging spelen voor ongerustheid bij Enock, aangezien zijn sterke punten in dit systeem moeilijker tot uiting zouden komen. Anderlecht en Agyei zaten in het najaar van 2022 rond de tafel voor een nieuw contract, maar het voorstel van Anderlecht zou volgens Sylvester Agyei het laagste van alle clubs – waaronder KVC Westerlo – geweest zijn.

### Burnley FC
Op 31 januari 2023 ondertekende Agyei een contract tot medio 2027 bij Burnley FC, dat in de zomer van 2022 al interesse had getoond. De Engelse tweedeklasser, die 350.000 euro voor hem neertelde, leende hem in het kader van zijn werkvergunning in Engeland meteen voor de rest van het seizoen uit aan KV Mechelen. Zijn debuut in de Jupiler Pro League volgde vrij snel: op 10 februari 2023 liet trainer Steven Defour hem tegen KAS Eupen (2-1-verlies) in de 81e minuut invallen voor Alessio Da Cruz. Na vijf invalbeurten op rij kreeg Agyei tegen Oud-Heverlee Leuven (4-1-nederlaag) zijn eerste basisplaats in de Jupiler Pro League. Defour liet Agyei ook starten in de laatste twee wedstrijden van het seizoen van KV Mechelen (1-1-gelijkspel tegen KAA Gent en 2-3-zege tegen RSC Anderlecht).

## Clubstatistieken
| Seizoen         | Club            | Land              | Competitie       | Competitie | Competitie | Beker | Beker | Supercup | Supercup | Europees | Europees | Totaal | Totaal |
| Seizoen         | Club            | Land              | Competitie       | Wed.       | Dlp.       | Wed.  | Dlp.  | Wed.     | Dlp.     | Wed.     | Dlp.     | Wed.   | Dlp.   |
| --------------- | --------------- | ----------------- | ---------------- | ---------- | ---------- | ----- | ----- | -------- | -------- | -------- | -------- | ------ | ------ |
| 2022/23         | RSCA Futures    | Vlag van België   | Eerste klasse B  | 17         | 4          | —     | —     | —        | —        | —        | —        | 15     | 2      |
| 2022/23         | Burnley FC      | Vlag van Engeland | EFL Championship | 0          | 0          | 0     | 0     | —        | —        | —        | —        | 0      | 0      |
| 2022/23         | → KV Mechelen   | Vlag van België   | Eerste klasse A  | 8          | 0          | 1     | 0     | —        | —        | —        | —        | 9      | 0      |
| 2023/24         | Burnley FC      | Vlag van Engeland | EFL Championship | 0          | 0          | 0     | 0     | —        | —        | —        | —        | 0      | 0      |
| 2024/25         | Burnley FC      | Vlag van Engeland | EFL Championship | 3          | 0          | 0     | 0     | —        | —        | —        | —        | 3      | 0      |
| Carrière totaal | Carrière totaal | Carrière totaal   | Carrière totaal  | 28         | 4          | 1     | 0     | 0        | 0        | 0        | 0        | 29     | 4      |

Bijgewerkt op 16 januari 2025.

## Privé
- Ebenezer Agyei, de tweelingbroer van Enock, kondigde in januari 2023 aan dat hij RSC Anderlecht zou verlaten.[15] In februari 2023 ondertekende hij een contract van tweeënhalf jaar bij KVC Westerlo.[16]